# Горњи Ранковић
Горњи Ранковић је насељено мјесто у општини Теслић, Република Српска, БиХ. Према попису становништва из 2013. у насељу је живјело 754 становника.

## Географија
Са Доњим Ранковићем чини шире насеље Ранковић, које се налази између ријеке Мале Усоре и њене притоке, потока Грачаница. Током распада Југославије и рата у БиХ, већинско бошњачко становништво Горњег Ранковића почело је за насеље да користи назив Хранковић, који се код мјештана још увијек користи.

## Инфраструктура
- Након Дејтонског мировног споразума, већина путева у насељу је асфалтирана и повезана са магистралним путем М-4 и околним мјестима Горњи Теслић и Мемић Брдо.
- У насељу постоји петогодишња основна школа, подручно одјељење Основне школе „Иво Андрић” у Ђулићима.
- Обновљена је џамија, срушена у протеклом рату.

## Становништво
| Националност       | 1991.          | 1981.          | 1971.        | 1961. |
| Муслимани          | 1.179 (94,39%) | 1.163 (88,37%) | 947 (86,24%) | 811   |
| Срби               | 57 (4,56%)     | 132 (10,03%)   | 149 (13,57%) | 178   |
| Југословени        | 4 (0,32%)      | 18 (1,36%)     |              | 6     |
| остали и непознато | 9 (0,72%)      | 3 (0,22%)      | 2 (0,18%)    |       |
| Укупно             | 1.249          | 1.316          | 1.098        | 995   |

| Демографија | Демографија | Демографија |
| Година      | Становника  | Становника  |
| ----------- | ----------- | ----------- |
| 1961.       | 995         |             |
| 1971.       | 1.098       |             |
| 1981.       | 1.316       |             |
| 1991.       | 1.249       |             |
| 2013.       | 754         |             |